# Troy (Missouri)
Troy és una població dels Estats Units a l'estat de Missouri. Segons el cens del 2000 tenia 6.737 habitants.

## Demografia
Segons el cens del 2000, Troy tenia 6.737 habitants, 2.521 habitatges, i 1.747 famílies. La densitat de població era de 437,9 habitants per km².
Dels 2.521 habitatges en un 39,8% hi vivien nens de menys de 18 anys, en un 51,6% hi vivien parelles casades, en un 14,6% dones solteres, i en un 30,7% no eren unitats familiars. En el 26,6% dels habitatges hi vivien persones soles el 12,5% de les quals corresponia a persones de 65 anys o més que vivien soles. El nombre mitjà de persones vivint en cada habitatge era de 2,56 i el nombre mitjà de persones que vivien en cada família era de 3,1.
Per edats la població es repartia de la següent manera: un 29,8% tenia menys de 18 anys, un 9,2% entre 18 i 24, un 30,6% entre 25 i 44, un 16,4% de 45 a 60 i un 14% 65 anys o més.
L'edat mediana era de 32 anys. Per cada 100 dones de 18 o més anys hi havia 83,7 homes.
La renda mediana per habitatge era de 40.332 $ i la renda mediana per família de 46.818 $. Els homes tenien una renda mediana de 34.750 $ mentre que les dones 24.440 $. La renda per capita de la població era de 17.666 $. Entorn del 7,6% de les famílies i l'11% de la població estaven per davall del llindar de pobresa.

## Poblacions més properes
El següent diagrama mostra les poblacions més properes.